# Frangepán-csapat
A Frangepán-csapat a császári és királyi hadseregben szolgáló 23.(Ceccopieri) sorgyalogezred magyarokhoz átállt katonáiból, és a magyar szabadságharccal rokonszenvező olaszokból létrejött katonai alakulat az 1848–49-es forradalom és szabadságharcban. A Gustavo Massoneri vezette néhány száz főt számláló csapat rövid életű volt, de sikeresen szerepelt a schwechati csatában, a Felvidék védelmében és végül Lipótvár ostrománál, ahol a vár kapitulálásakor fogságba kerültek.